# Cordia crenatifolia
Cordia crenatifolia là loài thực vật có hoa trong họ Mồ hôi. Loài này được Rizzini mô tả khoa học đầu tiên năm 1974.